# Nemacheilus lactogeneus
Nemacheilus lactogeneus är en fiskart som beskrevs av Roberts, 1989. Nemacheilus lactogeneus ingår i släktet Nemacheilus och familjen grönlingsfiskar. Inga underarter finns listade i Catalogue of Life.